# Ciutat de Jeju
La Ciutat de Jeju (en coreà: 제주시, romanitzat: Jeju-si; pronunciació coreana: [tɕe̞.dzu]) és la capital de la província de Jeju a Corea del Sud i la ciutat més gran de l'illa de Jeju. La ciutat compta amb l'aeroport internacional de Jeju (codi IATA CJU).
La població de la ciutat de Jeju és de 486.306 persones i 205.386 llars (244.153 homes i 242.153 dones, el febrer de 2019). La densitat de població és de 470,03 (per km², 2015). Situada en una illa de la península de Corea, Jeju té un clima suau i càlid durant gran part de l'any. La ciutat és un conegut centre turístic, amb prestigiosos hotels i instal·lacions de casinos públics. En 2011, 9,9 milions de passatgers van volar entre les dues ciutats de Seül i Jeju, la qual cosa converteix a la ruta Gimpo-Jeju en la més transitada del món. Jeju rep més de deu milions de visitants a l'any, principalment de Corea del Sud continental, el Japó i la Xina.

## Transport
La ciutat de Jeju és el principal centre de transport de la província de Jeju. Alberga l'únic aeroport de l'illa, l'Aeroport Internacional de Jeju; la ruta Jeju-Seül és la més transitada del món.
A més, el seu port és el major de l'illa, i serveix a la gran majoria dels vaixells de passatgers i de càrrega que la visiten. També és el centre de la xarxa de carreteres de l'illa. Per a viatjar per la ciutat i l'illa, hi ha diversos autobusos disponibles. Un viatge amb autobús des de la ciutat de Jeju fins a Seogwipo (la segona ciutat més gran de l'illa) sol durar una hora.

## Economia
A causa de la seva posició central en el transport, la ciutat de Jeju rep la major part del trànsit de turistes a l'illa. Molts turistes arriben a la ciutat a través de la terminal portuària o l'aeroport, s'allotgen als hotels turístics del barri de Sinjeju i es queden dins de la ciutat per a visitar diverses atraccions turístiques de Jeju. Entre ells es troben la Roca del Cap del Drac (Yongduam, ko:용두암), al llarg de la costa; el Samseonghyeol, tres forats en el centre de la ciutat; el Parc Nacional de Hallasan, a l'interior; la muntanya més alta del país, Hallasan; i el jardí més gran botànic del món, Bunjae Artpia.
La ciutat també ven moltes taronges per les quals Jeju és famosa. A més, està envoltada de granges de taronges i mandarines.